# Kawazulite
La kawazulite è un minerale.
Questo minerale si è dimostrato essere un isolante topologico con proprietà migliori di quelli prodotti in laboratorio.